# La Cañada, Zacazonapan
La Cañada är en ort i Mexiko.   Den ligger i kommunen Zacazonapan och delstaten Mexiko, i den södra delen av landet, 130 km väster om huvudstaden Mexico City. La Cañada ligger 1 190 meter över havet och antalet invånare är 116.
Terrängen runt La Cañada är kuperad åt sydväst, men åt nordost är den bergig. Runt La Cañada är det ganska tätbefolkat, med 67 invånare per kvadratkilometer. Närmaste större samhälle är Otzoloapan, 8,3 km norr om La Cañada. Omgivningarna runt La Cañada är en mosaik av jordbruksmark och naturlig växtlighet.